# Monokultura
Monokultura je povezana z enostranskim načinom gospodarjenja z zemljo. Pomeni večletno gojenje ene vrste rastline na določenem delu. Primer je stalno gojenje riža ali bombaža na območjih, za katera je značilno vroče podnebje, lahko pa je tudi načrtno zasajanje ene vrste dreves.
Slaba stran monokulture se kaže predvsem v tem, da ene vrste rastline izčrpavajo hranilne snovi v tleh, hitro se lahko začnejo pojavljati bolezni in razni škodljivci. Posledično to tudi zmanjšuje količino pridelka.